# Snow (Videoformat)
Snow (FourCC: SNOW) ist ein experimentelles Format für verlustbehaftet komprimierte Videodaten, das seit 2004 von Michael Niedermayer (FFmpeg-Projekt) entwickelt wird. Die Referenzimplementierung wird als freie Software unter den Bedingungen der GNU Lesser General Public License (LGPL) veröffentlicht. Sie kann Videos sowohl verlustbehaftet (lossy) als auch verlustfrei (lossless) komprimieren. Snow implementiert Wavelet-Kompression mit dem Ziel, eine gute Bildqualität bei sehr niedrigen Bitraten zu erreichen. Nach dem aufgegebenen Tarkin-Experiment der Xiph Foundation war Snow der erste freie Wavelet-Videoformat.

## Eigenschaften
Snow ist vergleichbar mit Wavelet-basierten Formaten wie Tarkin und Dirac. Eine Besonderheit von Snow ist die Verwendung einer intelligenten und sehr effizienten Version der Bereichskodierung. Im Vergleich zu Dirac weist er eine geringere Komplexität auf. Damit kann er auf wesentlich mehr Systemen in Echtzeit verarbeitet werden und hat damit eine größere Alltagstauglichkeit.
Das FFmpeg-Projekt strebt an, dieses Format als ein RFC von der IETF standardisieren zu lassen.

## Software, die Snow verwendet
Folgende freien Videobearbeitungsprogramme sind mit Snow kompatibel:
- Kdenlive
- FFmpeg
- Avidemux
- MeGUI
- VirtualDubMod (per ffdshow)
- MEncoder